# Goguette des Épicuriens
La goguette des Épicuriens est une société chantante fondée en 1819 par le chansonnier Camédon dans le village de la Villette en proche banlieue de Paris près de la barrière de la Villette.
Une liste de 33 Sociétés bachiques et chantantes de la banlieue de Paris publiée en 1830 lui donne pour adresse : chez Cognié, à la Villette.
Par la suite cette goguette déménage à Belleville puis à Paris.
Elle existe durant au moins 60 ans. Charles Colmance (1805-1870), célèbre goguettier, y vient fréquemment et y est très apprécié.
Auguste Leroy fait un historique des Épicuriens en 1879 dans la revue La Chanson.

## Histoire des Épicuriens
Auguste Leroy écrit en 1879:
La Société lyrique des Épicuriens
Deux cent soixante-dix ans avant J.-C, un célèbre philosophe athénien, Épicure, enseignait que le plaisir est le seul but qu'on doit chercher à atteindre ; mais le plaisir, selon lui, résidait dans la culture de l'esprit et la pratique de la vertu. Ses sectateurs, les Épicuriens, n'ont-ils pas tant soit peu dénaturé sa doctrine ?... Demandez à M. Massé, leur président actuel, qui m'a très-obligeamment communiqué les documents relatifs à sa société, dont je vais succinctement tracer l'historique. (Pardon, chers lecteurs, d'avoir fait un peu d'érudition à coup de dictionnaire).
En ce temps-là — 1819 après J.-C. — un restaurateur nommé Lemoine hébergeait, tous les lundis soir, un groupe de joyeux compères fort amateurs d'un certain plat de lapin, qu'ils arrosaient consciencieusement avec du petit bleu très-coquet, paraît-il, que les empoisonneurs de nos jours ont complètement dénaturé, les lâches ! C'était le bon temps à l'ancienne barrière de la Villette, et les vieux goguettiers gardent encore le souvenir de l'enseigne du père Lemoine (A la Grâce de Dieu). Ces bons vivants faisaient présider leurs balthazars intimes par un chansonnier jovial dont le nom, s'il n'est pas passé à la postérité, n'en est pas moins venu jusqu'à nous. Il s'appelait Camédon, et, quoique aimant rire, ne négligeait pas le solide. Les petits plats de lapin succédaient aux litres du petit bleu, et faisaient les délices de ces joyeux enfants d'Épicure ; on chantait de sa place entre deux bouchées, et, quand la mémoire faisait défaut, on cherchait la rime au fond du verre.
La consommation des petits plats augmentant dans des proportions désastreuses pour les chats du quartier, il s'ensuivit une grève (que la chronique de cette époque n'a jamais relatée), mais qui eut pour conséquence le déménagement des Épicuriens. M. Godard devint alors leur pourvoyeur. Il habitait Belleville, au coin de la rue de Paris.
La présidence passa dans les mains de Blondel, chansonnier lui aussi, faisant lui-même la musique de ses chansons. (C'est le premier qui ait osé composer des airs sans connaître les notes). Il acquit de la sorte une certaine popularité : ceci prouve qu'il n'est pas urgent d'être savant pour avoir des idées musicales ou poétiques, La société s'agrandissant considérablement, les Épicuriens quittèrent définitivement la banlieue, et s'installèrent sur le boulevard du Temple, au Café du Capucin. Les Épicuriens, commençaient à s'aristocratiser ; on buvait encore du vin mais les petits plats étaient passés à l'état de légende. Les Épicuriens tenaient alors le milieu entre la goguette et la société lyrique ; un piano, le premier que les sociétés aient possédé, accompagnait les chanteurs ; aussi le patron de l'établissement, jaloux de leur succès, transforma-t-il la salle de réunion en café-concert. On plie bagage et l'on s'installe chez M. Maréchal, au coin de la rue Charlot. Presque en même temps, Blondel quitte la présidence et passe la main à son ami Massé, vice-président, sociétaire depuis 1832, et qui avait successivement passé par tous les grades. Dès lors, la société acquit une réputation qu'elle conserve encore aujourd'hui, malgré la concurrence. On organise des bals de famille à l'Élysée Ménilmontant et au Château-Rouge ; désormais l'élan est donné et tout marche à souhait.
Les goguettes deviennent de plus en plus nombreuses d'années en années ; l'administration, s'étant émue de ces réunions pourtant inoffensives, crut devoir les faire fermer toutes. Grâce à l'énergie de M. Massé, les Épicuriens continuèrent à se réunir et ne furent jamais inquiétés, malgré les orages politiques qui bouleversèrent la société, et, par contre-coup, les sociétés.
Voilà trente ans que M. Massé préside les Épicuriens, et il ne semble pas devoir quitter la présidence de sitôt. On lui doit quelques bonnes chansons, entre autres le Conseil des rats que j'ai toujours entendu avec plaisir. Il fut douze ans maître des chants à la Lice Chansonnière ; ses œuvres sont imprimées dans les volumes que ladite société publie annuellement.
Les Épicuriens sont installés, depuis une dizaine d'années, chez Guerapin (Brasserie des Bords du Rhin, 35, boulevard Sébastopol). Le dimanche, on danse ; le lundi on chante, et les plus sympathiques amateurs s'y donnent rendez-vous. Nous ne pouvons nous étendre plus longuement sur cette société, mais, nous l'espérons, elle n'a pas dit son dernier mot. Ajoutons, pour finir, qu'elle a donné naissance à la plus grande partie de celles existant aujourd'hui, et particulièrement aux Momusiens, présidés par M. Leroux, et nommés d'abord les Enfants de Momus.